# Pelusios upembae
Pelusios upembae is een schildpad uit de familie pelomedusa's (Pelomedusidae).

## Naam en indeling
De wetenschappelijke naam van de soort werd voor het eerst voorgesteld door Donald George Broadley in 1981. Oorspronkelijk werd de soort als een ondersoort van Pelusios bechuanicus gezien en werd de wetenschappelijke naam Pelusios bechuanicus upembae gebruikt. In 1986 werd de ondersoort als een aparte soort erkend omdat de schildpad nauwer verwant werd geacht aan de soort Pelusios rhodesianus dan aan Pelusios bechuanicus.
De soortaanduiding upembae verwijst naar het Nationaal park Upemba waar werd het dier voor het eerst werd aangetroffen.

## Uiterlijke kenmerken
De schildpad kan een schildlengte bereiken van 23 centimeter waarmee het een middelgrote vertegenwoordiger is van zijn geslacht. Het rugschild is langwerpig ovaal van vorm en is afgeplat aan de bovenzijde. Soms is een lichte kiel aanwezig op het midden van het schild, het schild is het breedst aan de achterzijde van het lichaam. Het rugschild heeft een donkerbruine tot zwarte kleur. Van de wervelschilden is alleen het derde schild langer dan breed, de overige schilden zijn breder van lang. Het vierde wervelschild is het kleinst wat betreft oppervlak. Het eerste wervelschild is aan de voorzijde verbreed, het vijfde aan de achterzijde. De marginaalschilden aan de achterzijde van het schild hebben geen stekelachtig uitsteeksel.
Het buikschild heeft een zwarte kleur met gele vlekken of stippen, vooral in het midden. Het buikschild is voorzien van een scharnier zodat het schild bij gevaar volledig kan worden afgesloten ter bescherming. Het tussenkeelschild is breder dan lang. De plastronformule is als volgt: abd > fem > hum > intergul > an > pect > gul.
De brede kop heeft een afgeronde snuitpunt, de kleur is bruin maar heeft soms een patroon van langwerpige, kronkelige strepen die geel van kleur zijn. Onder de kin zijn twee baarddraden aanwezig. De kleur van de huid van de nek en de keel is lichter dan die van de kop, de huid is hier ook wat korreliger van textuur. Mannetjes zijn van vrouwtjes te onderscheiden door een langere en dikkere staart en een iets holler buikschild.

## Levenswijze
Pelusios upembae is een carnivoor die leeft van kleine waterdieren. Over de levenswijze is nog vrijwel niets bekend.

## Verspreiding en habitat
De schildpad komt voor in delen van Afrika en leeft endemisch in Congo-Kinshasa. De schildpad leeft waarschijnlijk in diepere wateren zoals rivieren.

## Beschermingsstatus
Door de internationale natuurbeschermingsorganisatie IUCN is de beschermingsstatus 'onzeker' toegewezen (Data Deficient of DD).
De schildpad wordt bedreigd doordat de soort door de lokale bevolking als voedsel wordt gezien en in het wild wordt gevangen en gedood. Omdat de streken waarin het dier van nature voorkomt politiek instabiel zijn is het lastig om de soort goed te monitoren.